# Szántó György (orvos)
Szántó György (Budapest, Erzsébetváros, 1907. július 31. – Budapest, 1982. szeptember 15.) sebész, traumatológus, egyetemi tanár, állami díjas (1975). Nagybátyja Földes Imre író, színműíró.

## Élete
Szántó (Schlesinger) Ármin (1872–1931) fogorvos és Földes Sára (1887–1932) gyermekeként született zsidó családban. A VII. kerületi Barcsay-utcai Állami Főgimnáziumban érettségizett. Tanulmányait a Pázmány Péter Tudományegyetem Orvosi karán folytatta, ahol 1931-ben általános orvosi, majd sebészi és fogorvosi szakképesítést is szerzett. 1931 és 1936 között a Kórbonctani Intézetben, az Ádám Lajos által vezetett I. számú Sebészeti Klinikán és két évig a Szövetség utcai Poliklinikán dolgozott. 1936 és 1945 között a Pesti Izraelita Hitközség Szabolcs Utcai Kórházának sebésze volt. A második világháború alatt részt vett a munkásmozgalomban, majd 1945-ben csatlakozott a Magyar Kommunista Párthoz és az orvosszakszervezet külsős aktivistájaként dolgozott. Hamarosan a Baross utcai I. számú Sebészeti Klinikára került, ahol előbb tanársegéd, utóbb adjunktus lett. 1948 nyarán kinevezték a Kultuszminisztérium miniszteri tanácsosává és a minisztérium egyetemi ügyosztályának vezetőjévé. 1949–1951-ben a Budapesti Orvostudományi Egyetem III. számú Sebészeti Klinikáján folytatta sebészi hivatását Petrovszkij professzor mellett. 1951 és 1975 között honvédorvos, a Honvédelmi Minisztérium Egészségügyi Főcsoportfőnökségén fősebésze volt. Miután 1956-ban megalakult az Országos Traumatológiai Intézet, vezérőrnagyként kinevezték az Intézet igazgatójává, amelynek vezetését 1972-től mint főigazgató látta el. 1962-ben az Orvostovábbképző Intézet Traumatológiai Tanszékére egyetemi tanárrá nevezték ki. Alapítója volt a Magyar Traumatológiai Társaságnak és 1966-tól a társaság elnöki tisztségét is betöltötte. Évtizedekig az Orvosi Hetilap szerkesztőbizottságának tagja volt és a Magyar Traumatológia és Baleseti Sebészet című lap főszerkesztője. Előbb onkológiával, majd a sérülések patológiájával, traumás sérülés okozta sokkal (elsősorban a veseelváltozásokkal) foglalkozott. Számos publikációja hazai és külföldi lapokban jelent meg.
A Farkasréti temetőben helyezték végső nyugalomra. A katonai tiszteletadással megrendezett gyászszertartáson az MSZMP néphadseregi és VII. kerületi bizottsága, a Honvédelmi és az Egészségügyi Minisztérium nevében Manninger Jenő orvos vezérőrnagy mondott beszédet.

## Díjai, elismerései
- Magyar Köztársasági Érdemrend kiskeresztje (1948)
- Munka Érdemrend arany fokozata (1967, 1974)
- Balassa János-emlékérem (1971)
- Állami Díj (1975)
- Szocialista Magyarországért Érdemrend (1978)
- Magyar Traumatológus Társaság Emlékérme (1982)